# Кучкув (Ловицький повіт)
Кучкув (пол. Kuczków) — село в Польщі, у гміні Лишковиці Ловицького повіту Лодзинського воєводства.
Населення — 80 осіб (2011).
У 1975-1998 роках село належало до Скерневицького воєводства.

## Демографія
Демографічна структура станом на 31 березня 2011 року:
|          | Загалом | Допрацездатний вік | Працездатний вік | Постпрацездатний вік |
| -------- | ------- | ------------------ | ---------------- | -------------------- |
| Чоловіки | 38      | 7                  | 27               | 4                    |
| Жінки    | 42      | 11                 | 16               | 15                   |
| Разом    | 80      | 18                 | 43               | 19                   |